# Tryphomys adustus
Tryphomys adustus és una espècie de mamífer rosegador de la família dels múrids. És endèmica de l'illa de Luzon (Filipines), on viu a altituds d'entre 0 i 2.200 msnm. El seu hàbitat natural són les zones humides, especialment els boscos humits. Es desconeix si hi ha cap amenaça significativa per a la supervivència d'aquesta espècie. El seu nom específic, adustus, significa ‘encesa’ en llatí.